# Chutes Too Narrow
Chutes Too Narrow – album studyjny zespołu The Shins wydany 21 października 2003. Tytuł wydawnictwa został zainspirowany tekstem utworu "Young Pilgrims". Album zebrał pozytywne oceny od krytyków, w serwisie Metacritic uzyskał 88 punktów na 100 możliwych. Szacuje się, że Chutes Too Narrow sprzedał się w nakładzie ponad 350 000 egzemplarzy.

## Spis utworów
Wszystkie utwory autorstwa Jamesa Mercera.
1. "Kissing the Lipless" – 3:19
2. "Mine's Not a High Horse" – 3:20
3. "So Says I" – 2:48
4. "Young Pilgrims" – 2:47
5. "Saint Simon" – 4:25
6. "Fighting in a Sack" – 2:26
7. "Pink Bullets" – 3:53
8. "Turn a Square" – 3:11
9. "Gone for Good (A Call to Apathy)" – 3:13
10. "Those to Come" – 4:24
11. "Mild Child" (bonusowy utwór na japońskiej wersji albumu) - 4:29